# 群馬県立伊勢崎商業高等学校
群馬県立伊勢崎商業高等学校（ぐんまけんりつ いせさきしょうぎょうこうとうがっこう）は、群馬県伊勢崎市にある県立高等学校。男女共学である。通称：伊商

## 沿革
- 1917年 - 伊勢崎町立商工補習学校として創立
- 1919年 - 伊勢崎町立商業学校となる
- 1937年 - 群馬県立伊勢崎商業学校となる
- 1948年 - 群馬県立伊勢崎高等学校（普通科・商業科・工業科）となる

（なお、現在市内に存在する同名の群馬県立伊勢崎高等学校は、1963年に募集停止した普通科に替え、新設された群馬県立伊勢崎東高等学校を前身とするため、本校との歴史的な繋がりはない。）
- 1965年 - 商業科単独校となり、群馬県立伊勢崎商業高等学校に校名変更する

## 学科
- 商業科
- 会計科
- 情報処理科

## 著名な出身者
- 近藤英一郎（参議院議員）
- 茂木忠之（元プロ野球選手）
- 柳沢騰市（元プロ野球選手）
- 内山憲一（元プロ野球選手）
- 春風亭勢朝（落語家）
- あらゐけいいち（漫画家）
- 田中仁（実業家、ジェイアイエヌ創業者）
- 清水依与吏 (back numberボーカル、ギター)
- 礒干彩香 （AKAGIDAN、タレント ）
- 塩浦信太郎（マンガ家・カラクリ作家・映像作家）

## 日商簿記甲子園
- 2024年度、第1回全国高等学校日商簿記選手権大会（日商簿記甲子園）開催（日本商工会議所日商簿記検定施行70周年記念事業）の参加校である。

## 公式サイト
- 群馬県立伊勢崎商業高等学校